# 1193 Africa
África (asteróide 1193) é um asteróide da cintura principal, a 2,3297947 UA. Possui uma excentricidade de 0,120313 e um período orbital de 1 574,25 dias (4,31 anos).
África tem uma velocidade orbital média de 18,30197678 km/s e uma inclinação de 14,11939º.
Esse asteróide foi descoberto em 24 de Abril de 1931 por Cyril Jackson.